# لو دايموند
لو دايموند (بالإنجليزية: Lou Diamond)‏ هو عسكري أمريكي، ولد في 30 مايو 1890 في مقاطعة لوكاس في الولايات المتحدة، وتوفي في 20 سبتمبر 1951 في Naval Station Great Lakes ‏ في الولايات المتحدة.